# Châtelain, Mayenne

Châtelain este o comună în departamentul Mayenne, Franța. În 2009 avea o populație de 484 de locuitori.